# Maciej Świeżawski
Maciej (Mateusz) Świeżawski herbu Paprzyca (zm. po 1799 roku) – cześnik buski w 1771 roku, komornik ziemski bełski w latach 1763-1769.